# La Primera República
La Primera República es el título de la cuarta novela de la serie final de los Episodios Nacionales de Benito Pérez Galdós, escrita en Madrid, entre febrero y abril de 1911. Dedicada al periodo ejecutivo de la Primera República Española, la acción histórica transcurre en el año 1873.
Relata Galdós la partida de Amadeo a Lisboa, tras su abdicación, y la proclamación de la República, sus crisis ministeriales, y las sucesivas gestiones presidenciales de Estanislao Figueras, Francisco Pi y Margall, Nicolás Salmerón y Emilio Castelar. También se apuntan pasajes de las insurrecciones armadas de carlistas y cantonalistas.
Para el entramado fantástico, el escritor recurre de nuevo a los personajes creados en el anterior episodio, el periodista y mujeriego Tito Liviano –un alter ego parcial de Galdós– como narrador y Mariclío (personificación de Clío, la musa de la Historia). Juega con ellos a poner en danza el concepto unamuniano de «intrahistoria» (que Galdós nombra como «Historia interna», como explicará más tarde en Cánovas:

«Desea Mariclío que te apliques a la Historia interna, arte y ciencia de la vida, norma y dechado de las pasiones humanas. Estas son la matriz de que se derivan las menudas acciones de eso que llaman cosa pública, y que debería llamarse superficie de las cosas».
Capítulo XVIII Cánovas (Galdós, 1912)

Como una prolongación estilística de los recursos empleados en El caballero encantado, el escritor de las Novelas españolas contemporáneas (en su «ciclo mitológico») tiende ahora un puente hacia y sobre los cuatro últimos episodios, como en este pasaje que narra Tito, en fabuloso diálogo con Mariclío:

...Fijábame yo con insistencia en el librito, al parecer de misa, que la Madre llevaba en su mano. Notó ella mi curiosidad, y risueña me dijo: «Uso este libro cuando mis disfraces me obligan a entrar en la iglesia. Pero no es el Prontuario de la Misa, sino una obra de mi amigo Jenofonte, titulada Agesilao. La estimo en mucho porque en ella escribió una invocación a mi persona, proclamando mi culto y ensalzando el nombre de Clío con inefable devoción. (...) Puso en mis manos el interesante libro. No pudiendo entender una palabra de él, por estar escrito en lengua griega, besé la preciosa reliquia y la devolví a la divina Mariana. Esta cogió de manos de Doña Caligrafía la cajita de cartón que, a mi parecer, guardaba confites o pasteles, y ofreciéndomela me dijo: «Aquí te dejo esta golosina...» (...) Al quedarme zambullido en mi soledad angustiosa, no vi otra manera de retener junto a mí el espíritu de la Madre que deleitarme con la rica ofrenda de sus bizcochos, hechos en casa. Apenas los caté, reconocí en ellos la mágica repostería que fue mi alimento en el viaje absurdo por las entrañas del planeta.

Comiendo de aquel sabroso manjar, se escapaba mi espíritu hacia las penumbras misteriosas de aquellas cavernas y conductos labrados por una ensoñación dantesca o mitológica. Vi el séquito de la divina Floriana, los toros, las ninfas; me vi a mí mismo, caballero en una vaca, restituido a mi ser de sílfido vaporoso. Mi mente se aferró de nuevo a la idea de que lo sobrenatural es lo verdadero. ¿Cuánto tardaría en volver al sentido de la realidad? Meditando en ello me dije: «El Universo es un trinquete, y yo la pelota con que juegan, para pasar el rato, lo humano y lo divino».
Capítulo XXV (Galdós, 1911)